# Божо Јанковић
Божидар Божо Јанковић (Сарајево, 22. мај 1951 — Котор, 1. октобар 1993) био је југословенски фудбалер и адвокат.

## Биографија
Фудбал је почео да игра у сарајевском Жељезничару као пионир. Након што је прошао све селекције тима са Грбавице, дебитовао је за први тим у сезони 1968/69. Играо је у клубу без прекида до 1979. године, укључујући сезону 1971/72. када је са Жељезничаром освојио титулу првака Југославије. Тада је био други стрелац екипе са тринаест погодака, испред њега је био Јосип Букал који је дао један гол више. У сезони 1970/71. је био први стрелац првенства заједно са фудбалером Хајдука Петром Надовезом (20 голова). Посебно значајан допринос Јанковића током те сезоне био је његов наступ у гостима против Црвене звезде на Маракани, када је постигао четири гола — утакмица је завршила са 4:1 за Жељезничар.
По одласку из Жељезничара је играо за енглески Мидлсбро. Играо је на 50 првенствених утакмица у две и по сезоне проведених тамо. Постигао је укупно 16 голова, а био је најбољи стрелац екипе у сезони 1980/81. са 12 голова. После тога је отишао у француски Мец 1981. године, да би се вратио у Жељезничар сезоне 1982/83. и одиграо још неколико утакмица пре завршетка играчке каријере. Укупно је за Жељезничар одиграо 265 званичних утакмица, и постигао 97 голова и због тога је један од најбољих стрелаца у историји клуба. Фудбалску каријеру је прекинуо 1983. године након чега се бавио адвокатуром, а неко време био и члан управе Жељезничара.
Преминуо је 1. октобра 1993. године у Котору.

## Репрезентација
Био је омладински репрезентативац. За А репрезентацију Југославије одиграо је две утакмице, обе против Совјетског Савеза 1972. године у квалификацијама за Европско првенство. Дебитовао је 30. априла 1972. у Београду, а други меч против Совјетског Савеза одиграо у Москви 13. маја 1972. године.

#### Наступи за репрезентацију
Наступи Јанковића у дресу са државним грбом.
| #  | Датум           | Место   | Противник       | Резултат | Гол | Такмичење                                 |
| -- | --------------- | ------- | --------------- | -------- | --- | ----------------------------------------- |
| 1. | 30. април 1972. | Београд | Совјетски Савез | 0:0      | 0   | Квалификације за Европско првенство 1972. |
| 2. | 13. мај 1972.   | Москва  | Совјетски Савез | 0:3      | 0   | Квалификације за Европско првенство 1972. |

## Успеси
- Жељезничар
  - Првенство Југославије: 1971/72.
- Индивидуални
  - Најбољи стрелац Првенства Југославије: 1970/71.